# Малания, Соломон Абрамович
Соломон Абрамович Малания (1912 год, село Кирцхи, Зугдидский уезд, Кутаисская губерния, Российская империя — май 1986 года, Чхороцкуский район, Грузинская ССР) — грузинский хозяйственный и партийный деятель, главный агроном отдела сельского хозяйства Чхороцкуского района, Грузинская ССР. Член ЦК Компартии Грузии. Герой Социалистического Труда (1950).

## Биография
Родился в 1912 году в крестьянской семье в селе Кирцхи Зугдидского уезда. После окончания местной школы трудился в сельском хозяйстве. В 1939 году окончил Грузинский сельскохозяйственный институт, после которого трудился агрономом в Чхороцкуском районе. В 1941 году вступил в ВКП(б). С 1946 года — главный агроном отдела сельского хозяйства Чхороцкуского района.
В годы послевоенной Четвёртой пятилетки (1946—1950) благодаря его деятельности сельскохозяйственные предприятия Чхороцкуского района ежегодно сдавали государству высокий урожай чайного листа. За выдающиеся трудовые показатели в целом по району по итогам 1947 года был награждён Орденом Ленина.
В 1949 году обеспечил перевыполнение в целом по району планового сбора урожая сортового зелёного чайного листа на 19,3 %. Указом Президиума Верховного Совета СССР от 25 ноября 1950 удостоен звания Героя Социалистического Труда за «получение высоких урожаев сортового зелёного чайного листа и винограда в 1949 году» с вручением ордена Ленина и золотой медали «Серп и Молот» (№ 5783).
Этим же Указом званием Героя Социалистического Труда были награждены председатель Чхороцкуского райисполкома Варлаам Несторович Бадзагуа и заведующий отделом сельского хозяйства Ион Петрович Пирцхелава.
В последующие годы возглавлял отдел сельского хозяйства Чхороцкуского района. За выдающиеся трудовые показатели по итогам работы сельскохозяйственных предприятий в годы Семилетки (1959—1965) был награждён Орденом Трудового Красного Знамени.
Избирался членом ЦК Компартии Грузии, депутатом Чхороцкуского районного Совета депутатов трудящихся.
Возглавлял районный отдел сельского хозяйства до выхода на пенсию в 1977 году. С 1977 года — персональный пенсионер союзного значения. Проживал в Чхороцкуском районе. Умер в мае 1986 года.
Награды
- Герой Социалистического Труда
- Орден Ленина — дважды (19.05.1948; 1950)
- Орден Трудового Красного Знамени (02.04.1966)